# Зандак
Зандак (рос. Зандак) — село у Ножай-Юртовському районі Чечні Російської Федерації.
Населення становить 5691 особу (2019). Входить до складу муніципального утворення Зандакське сільське поселення.

## Історія
Згідно із законом від 20 лютого 2009 року органом місцевого самоврядування є Зандакське сільське поселення.

## Населення
| 1990  | 2002  | 2010  | 2012  | 2013  | 2014  | 2015  |
| ----- | ----- | ----- | ----- | ----- | ----- | ----- |
| 3149  | ↗3541 | ↗5006 | ↗5070 | ↗5146 | ↗5169 | ↗5271 |
| 2016  | 2017  | 2018  | 2019  |       |       |       |
| ↗5379 | ↗5458 | ↗5564 | ↗5691 |       |       |       |